# Ralph Richardson
Ralph Richardson, född 19 december 1902 i Cheltenham, Gloucestershire, död 10 oktober 1983 i London, var en brittisk skådespelare. Tillsammans med John Gielgud och Laurence Olivier utgjorde han treenigheten bland manliga skådespelare vilka dominerade den brittiska scenen under större delen av 1900-talet. Richardsons filmkarriär inleddes 1933 och han fick inom kort större rollen i både brittiska och amerikanska filmer, däribland i Tider skola komma (1936), Ögonvittnet (1948), Lång dags färd mot natt (1962) och Doktor Zjivago (1965). Han blev vid två tillfällen nominerad till en Oscar för bästa manliga biroll, först för sin insats i Arvtagerskan (1949) och sedan (postumt) för sin sista film, Greystoke: Legenden om Tarzan, apornas konung (1984). 
Richardson inledde sin skådespelarkarriär på 1920-talet och vann stor berömmelse på Old Vic-teatern under 1930-talet. Han filmdebuterade 1933 men föredrog alltid teaterscenen framför filmen.
Ralph Richardson var en framstående skådespelare på såväl scen som film. Han var framför allt en skicklig Shakespearetolkare.

## Filmografi i urval
- 1933 – The Ghoul
- 1936 – Tider skola komma
- 1936 – Mannen som kunde göra underverk
- 1938 – Citadellet
- 1939 – De 4 fjädrarna
- 1939 – The Lion Has Wings
- 1942 – Vedergällning
- 1948 – Anna Karenina
- 1948 – Ögonvittnet
- 1949 – Arvtagerskan
- 1952 – The Holly and the Ivy
- 1952 – Svindlande rymder
- 1955 – Richard III
- 1956 – Äventyr i vildmarken
- 1959 – Vår man i Havanna
- 1960 – Oscar Wilde
- 1960 – Exodus
- 1962 – Lång dags färd mot natt
- 1962 – De tappra 300
- 1964 – Dubbelspel
- 1965 – Falstaff (berättarröst)
- 1965 – Doktor Zjivago
- 1966 – Man bara dör... eller historien om det lefvande liket
- 1969 – Oh, vilket makalöst krig
- 1969 – Slaget om England
- 1970 – David Copperfield (TV-film)
- 1972 – Från andra sidan graven
- 1972 – Alice i Underlandet
- 1973 – O Lucky Man!
- 1977 – Mannen med järnmasken
- 1977 – Jesus från Nasaret
- 1978 – Den långa flykten (röst)
- 1981 – Drakdödaren
- 1981 – Time Bandits
- 1984 – Greystoke: Legenden om Tarzan, apornas konung